# Gobiiformes
Gobiiformes je red riba koji uključuje gobije i njihove srodnike. Ovaj red, koji je ranije smatran podredom Perciformes, sastoji se od oko 2.211 vrsta koje su podeljene između sedam porodica. Filogenetski odnosi Gobiiformes su razjašnjeni korišćenjem molekularnih podataka. Gobiiforms su prvenstveno male vrste koje žive u morskoj vodi, mada oko 10% ovih vrsta živi u slatkoj vodi. Ovaj red se sastoji uglavnom od bentoskih vrsta ili vrsta koje se zakopavaju; kao i mnoge druge bentoske ribe, većina gobiforma nema gasnu bešiku ili bilo koje drugo sredstvo za kontrolu svoje plovnosti u vodi, tako da većinu svog vremena moraju da provode na dnu ili blizu njega.